# Marmosa mexicana
Marmosa mexicana är en pungdjursart som beskrevs av Clinton Hart Merriam 1897. Marmosa mexicana ingår i släktet dvärgpungråttor och familjen pungråttor. IUCN kategoriserar arten globalt som livskraftig.

## Utseende
Arten blir med svans 26 till 28,5 cm lång, svanslängden är 14 till 20,5 cm och vikten varierar mellan 29 och 92 g. De flesta exemplar väger omkring 46 g. Marmosa mexicana tillhör pungdjuren men honor saknar pung (marsupium). Djuret har rödbrun päls på ovansidan och gulaktig till orange päls på undersidan. Kännetecknande är de stora svarta fläckarna kring ögonen som liknar en ansiktsmask. De når nästan upp till öronen. Liksom hos andra släktmedlemmar förekommer motsättliga stortån vid bakfötterna och en naken svans som kan användas som gripverktyg.
Tandformeln är I 5/4, C 1/1, P 3/3, M 4/4, alltså 50 tänder i hela tanduppsättningen. Antalet spenar varierar mellan 11 och 15. I samma region lever även pungråttan Tlacuatzin canescens som dok har en grå päls.

## Utbredning
Pungdjuret förekommer i Centralamerika från södra Mexiko till Panama. Arten vistas i låglandet och i upp till 1 600 meter höga bergstrakter. Habitatet utgörs av regnskogar, mera torra skogar och buskmarker.

## Ekologi
Denna dvärgpungråtta klättrar främst i träd där den ibland når kronan 30 meter över marken. Ibland går den på marken. Individerna bygger ett klotrunt näste av blad, gräs och andra växtdelar. De äter främst frukter samt några insekter. Även ägg och små ryggradsdjur ingår i födan. Marmosa mexicana är huvudsakligen nattaktiv. Boet placeras i trädens håligheter och i jordhålor eller pungråttan övertar övergivna fågelbon. De flesta ungar föds mellan mars och juni och en kull utgörs av 2 till 13 ungar. Äldre ungar håller sig fast på moderns undersida eller de sitter på moderns rygg under utflykter. För övrigt antas att levnadssättet är lika som hos andra släktmedlemmar.
Flera individer hamnade av misstag i bananleveranser till USA.

## Underarter
Arten delas in i följande underarter:
- M. m. mayensis
- M. m. mexicana
- M. m. savannarum